# Imię
Imię (łac. nomen) – osobista nazwa nadawana osobie przez grupę, do której należy. Wraz z ewentualnym drugim i następnymi imionami oraz z nazwiskiem, czasem imieniem odojcowskim, a rzadziej przydomkiem, stanowi u większości ludów podstawowe określenie danej osoby.
Prawo do posiadania imienia zapewnia Konwencja o prawach dziecka w art. 7.

## Zwyczaje związane z nadawaniem imion
Imię wywodzi się prawdopodobnie od przezwiska i z czasem nabyło ono silnego rysu magicznego. Łączy się to z pradawną – nieistniejącą już u większości społeczeństw – funkcją języka, zgodnie z którą nadanie nazwy jakiemuś obiektowi, przedmiotowi, osobie poczytywano za zdobycie władzy nad nią. Tym samym rodzina nadawała dziecku imię, aby wyposażyć je w pewne cechy, „zaprogramować” jego przyszłość lub odwrócić nieprzychylny bieg wydarzeń – imię było wróżbą, błogosławieństwem, życzeniem.
W kulturach indoeuropejskich (z wyłączeniem Rzymu) liczne imiona rdzenne miały charakter złożony (np. bole + sław – bardziej sławny, sofo + kleves – sławny mądrością), co wskazuje na ich silną funkcję magiczną.
Z nadawaniem imienia często wiążą się obrzędy i publiczne lub rodowe uroczystości, jak choćby chrzest lub postrzyżyny. Obecność przy tym akcie rodziny czy grupy, w której żyje dana jednostka, wiąże się z jej symbolicznym wprowadzeniem do tej społeczności.
Początkowo nie nadawano imion na stałe. W wielu kulturach pierwsze imię nadane po urodzeniu zmieniano w czasie aktu wprowadzenia do dorosłej społeczności czy innych obrzędów inicjacyjnych. Pozostałością tego jest np. bierzmowanie w Kościele katolickim, chociaż w tym przypadku nadal publicznie używa się imienia z chrztu. Powodem zmiany imienia mogło być także wystąpienie w życiu noszącej go jednostki znaczącego zdarzenia, czegoś, co naznaczało ją w oczach bliskich – mogło to być zarówno zdarzenie pozytywne, jak i negatywne, śmieszne lub tragiczne (w czasach historycznych obyczaje te kultywowali choćby Indianie północnoamerykańscy). Także objęcie nowej roli, funkcji – zwłaszcza religijnych – w danej społeczności może się wiązać ze zmianą imienia. W przypadku papieży, czy zakonników, przybranie nowego imienia wiąże się z dosyć swoistą formą inicjacji, która silnie kładzie nacisk na wykluczenie z ich dotychczasowych społeczności. Zmiana imienia podkreśla rozpoczęcie nowego życia – w nomenklaturze mnisiej określane jest to wręcz śmiercią przed śmiercią.
Zwyczaj nadawania wielu imion (w przypadku kultur iberołacińskich nawet kilkunastu) ma źródła religijno-magiczne lub rodowe. Upowszechniał się zapewne wraz z utrwalaniem pierwszego imienia jako niezmiennego. U wielu ludów w zwyczaju było nadawanie wnukom imienia dziadka lub obu dziadków, czy też innych ważnych krewnych, którzy odznaczyli się w dziejach rodu czy całej społeczności (a więc ich imię miało moc).
Obecnie dawne funkcje imion są w zaniku. Powodem tego jest oderwanie większości z imion od ich substancji etymologicznej – po prostu nie są (imiona obcego pochodzenia) lub przestały być (zanik dawnych form, ewolucja języka) one rozumiane przez ludność. Większość rodziców nadaje dzieciom imiona ze względu na ładne brzmienie lub aktualnie panującą modę. Wciąż silny pozostaje czynnik religijny, jednak wobec zaniku rdzennych wierzeń i dominacji religii uniwersalistycznych, nie ma on już tak czytelnego wątku magicznego.

## Nadawanie imion

### Polska
Nadawanie imion nowo narodzonym dzieciom rejestrowanym w urzędach stanu cywilnego reguluje ustawa z 28 listopada 2014 r. – Prawo o aktach stanu cywilnego (Dz.U. z 2025 r. poz. 594). Zgodnie z art. 58 protokół zgłoszenia urodzenia zawiera m.in. imię dziecka. Art. 59 stanowi, że nie można wpisać więcej niż dwóch imion, imion ośmieszających, nieprzyzwoitych, zdrobniałych. Niezależnie od obywatelstwa i narodowości rodziców dziecka wybrane imię lub imiona mogą być imionami obcymi. Można wybrać imię, które nie wskazuje na płeć dziecka, ale w powszechnym znaczeniu jest przypisane do danej płci. Ponadto w przypadku niewybrania imienia przez rodziców upoważnia kierownika urzędu do wyboru imienia (imion) dziecka spośród imion zwykle stosowanych w Polsce. Pomimo poprzedniego stwierdzenia nie istnieje urzędowy wykaz imion. Urzędy stanu cywilnego mogą się posiłkować opinią Rady Języka Polskiego w tej sprawie, nie ma ona jednak mocy prawnej, ponadto bywa podważana przez orzecznictwo sądów administracyjnych.
Nie wszystkie żeńskie imiona nadawane w Polsce kończą się na literę ‘a’ (Noemi, Beatrycze, Carmen); dawniej także imiona starosłowiańskie, jak np. Bogudać czy Dobrowieść. Istnieją również imiona męskie z literą ‘a’ na końcu (Barnaba, Kosma, Bonawentura).